# Televisión comunitaria
La televisión comunitaria es una forma de medios de comunicación en el que una cadena de televisión es propiedad, operado y programado por un grupo de la comunidad para ofrecer programas de televisión de interés local conocido como programación local.
Las estaciones de televisión comunitarias funcionan con mayor frecuencia por los grupos sin fines de lucro o cooperativas. Sin embargo, en algunos casos, pueden ser operadas por un colegio o universidad local, una compañía de cable o de un gobierno municipal.

## Televisión comunitaria por país

### Bangladés
Bangladés ONG Red de Radio y Comunicación impulsa la promoción con el gobierno en relación con la televisión comunitaria con otras organizaciones desde su surgimiento a partir de 2011. BNNRC ha abordado el tema de la Comunidad el acceso Televisión por más de una década, ayudando a cerrar la brecha de información en Bangladés.

### Irlanda
La televisión Comunitaria está en su infancia en Irlanda. Licencias es administrado por la Autoridad de Radiodifusión de Irlanda. Saorview lanzado el 31 de octubre de 2010 dando además una plataforma para la televisión comunitaria , sin embargo hasta el momento por TV sólo está disponible en cable irlandesa de la UPC y Multichannel Multipoint Distribution Service ( MMDS ) de la red. Los principales organismos de radiodifusión P5TV (UPC 801), Cork Community TV ( UPC 802) y DCTV (UPC 803). Estos grupos producen contenido y luego lo puede tener transmitida por una organización que tiene una licencia para transmitir (televisión terrestre o televisión por cable).
Además de lo anterior, también hay canales basados en la web que son propensos a ser más dominante en el futuro no muy lejano como cobertura de banda ancha y mejora la calidad ( y como las tecnologías convergen ) . Ejemplos de estos son Teilifis Gaeltacht Muscrai (TGM ) basado en el habla rural irlandesa WestCork Gaeltacht y Fingal TV comunitaria con sede en Dublín.

### Reino Unido
Probablemente el servicio de televisión comunitaria de pie más largo del Reino Unido es Swindon punto de vista que tiene más de 40 años y funciona de acuerdo con los principios comunitarios de televisión principales de acceso y rendición de cuentas,es el Consejo es elegido por el público. El servicio, y gran parte de su archivo.

### Estados Unidos
La televisión pública de acceso es una forma de medios de comunicación no comerciales , donde la gente común puede crear contenido que se puede ver a través de sistemas de televisión por cable . La televisión pública de acceso a menudo se agrupa con televisión educativa de acceso y canales de televisión del Gobierno de acceso (GATV), por el PEG acrónimo. PEG canales son normalmente sólo está disponible en sistemas de televisión por cable.

### Venezuela
Existe una cantidad considerable de televisoras comunitarias en Venezuela, algunas de estas impulsadas por el gobierno venezolano, otras sin fines de lucro y otras creadas por cable operadoras. Son también denominadas como medios de comunicación alternativos por su fin no económico y son generalmente operados por las comunidades donde emite; unos ejemplos de televisoras comunitarias en Venezuela son Alba TV, Catia TVe y Selva TV.